# Euthalia fulguralis
Euthalia fulguralis är en fjärilsart som beskrevs av Matsumura 1909. Euthalia fulguralis ingår i släktet Euthalia och familjen praktfjärilar. Inga underarter finns listade i Catalogue of Life.